# Earophila subbadiata
Earophila subbadiata là một loài bướm đêm trong họ Geometridae.